# Mrs. Ples
Aquest article parla sobre un fòssil d'australopitec. Per altres significats, vegeu STS-5.
Mrs. Ples és el nom donat a un crani d'entre 2,8 i 2,6 milions d'anys d'antiguitat pertanyent a un Australopithecus africanus. És el crani d'aquest precursor dels humans actuals més complet que s'ha trobat mai. El crani fou trobat a Sud-àfrica, prop de Sterkfontein, a la regió de Gauteng, a uns 70 km al sud de Pretòria. Forma part del jaciment del Bressol de la humanitat, que forma part del llistat de patrimoni de la humanitat de la UNESCO des del 1999. Mrs. Ples fou descoberta a l'abril del 1947 per Robert Broom i John T. Robinson i fou catalogada amb el codi STS 5. Actualment aquest crani es conserva al Museu Nacional d'Història Natural (abans conegut com Museu del Transvaal), a Pretòria.
Alguns experts han suggerit que un esquelet parcial, conegut només pel seu número de catàleg STS 14, que va ser descobert el mateix any, al mateix jaciment geològic i a prop de la Mrs. Ples, podria pertànyer a aquest crani. Si aquesta teoria s'arriba a corroborar, Mrs. Ples es convertiria en l'homòleg sud-africà del famós fòssil anomenat Lucy. Aquest crani, juntament amb altres descoberts a Taung, Sterkfontein i Makapansgat, van oferir proves convincents a favor de la hipòtesi de Charles Darwin que l'origen de la humanitat es trobava a Àfrica.